# Usplash
Usplash — Свободный графический экран загрузки, разработанный сообществом Ubuntu. USplash работает в пользовательском пространстве и может быть обновлён без перекомпиляции ядра.
Для отображения заставки Usplash может использовать интерфейс Linux framebuffer или прямой доступ к VESA.
В Ubuntu 9.10 Usplash используется только в предварительных этапах загрузки, после чего запускается XSplash. Начиная с Ubuntu 10.04 Usplash был полностью заменён на Plymouth.